# Harry Austryn Wolfson
Harry Austryn Wolfson (geb. 2. November 1887 in Astryna / jiddisch Ostrin im Gouvernement Wilna, Russisches Kaiserreich; gest. 20. September 1974 in Cambridge, Massachusetts) war ein US-amerikanischer Philosophiehistoriker. 

## Leben und Wirken
Wolfson wurde als Zvi Hershel (Hirsch) ben Mendel Wolfson geboren und änderte 1912 dann seinen Namen in eine anglisierte Form (Harry) mit dem Herkunftsort (Austryn) als Mittelnamen. Er studierte an der Slabodka Yeshiva unter Rabbi Moshe Mordechai Epstein. Im September 1908 kam er nach Cambridge, Massachusetts. An der Harvard University erwarb er seine Bachelor und Ph.D.-Abschlüsse. Mit Ausnahme der Jahre 1912–14 verbrachte er seine gesamte wissenschaftliche Laufbahn in Harvard; eine Biographie trägt daher den zutreffenden Titel Wolfson of Harvard (Leo W. Schwarz). Wolfson war ein Schüler und Freund von George Santayana und George Foot Moore. Zehn verschiedene Universitäten verliehen Wolfson Ehrendoktorwürden. Wolfson war Gründungsmitglied und Präsident der American Academy for Jewish Research. 1933 wurde er in die American Academy of Arts and Sciences, 1942 in die Medieval Academy of America und 1956 in die American Philosophical Society gewählt.
Er lehrte an der Harvard University, wo er die Fakultät für Judaistik begründete – die erste ihrer Art in den USA, die stellvertretend für den Erfolg des im 19. Jahrhundert entworfenen Programms einer Wissenschaft des Judentums gelten kann. Wolfson trat vor allem mit vieldiskutierten, eine stets starke Systematisierung sehr umfänglichen Materials unternehmenden Studien zu Philo von Alexandrien, Chasdai Crescas, Spinoza, dem arabischen Kalam, zur Philosophie der Kirchenväter und zahlreichen jüdischen Philosophen hervor.

## Werke
Wolfsons Gesamtprojekt war eine Philosophiegeschichte von Philo bis Spinoza – eine Epoche, die er als im Grunde einheitliches System religiöser Philosophie rekonstruierte, dessen Möglichkeiten in den Religionsphilosophien von jüdischen, muslimischen und christlichen Denkern in unterschiedlicher Weise realisiert wurden und das erst mit Spinoza entscheidend aufgegeben wurde. Die Durchführung dieses Projekts war auf zahlreiche Bände angelegt, von welchen etwa die Hälfte publiziert wurden, teilweise erst posthum; weitere Komponenten des Gesamtplans existieren in Form von Einzelpublikationen durch Aufsätze oder in unveröffentlichter Manuskriptform.
Zu Wolfsons wichtigsten Publikationen zählen:
- Crescas' Critique of Aristotle: Problems of Aristotle's Physics in Jewish and Arabic philosophy (1929)
- The Philosophy of Spinoza: Unfolding the Latent Processes of His Reasoning, Harvard University Press (1934/1962)
- Philo: Foundations of Religious Philosophy in Judaism, Christianity and Islam, Harvard University Press (1947)
- The Philosophy of the Church Fathers: Volume I Faith Trinity, Incarnation, Harvard University Press (1956)
- The Philosophy of the Kalam, Harvard University Press (1976)
- Repercussions of the Kalam in Jewish philosophy, Harvard University Press (1979)
- The meaning of "Ex Nihilo" in the Church Fathers, Arabic and Hebrew philosophy, and St. Thomas (1948)
- The internal senses in Latin, Arabic, and Hebrew philosophical texts (1935)
- The amphibolous terms in Aristotle, Arabic philosophy, and Maimonides (1938)
- Solomon Pappenheim on time and space and his relation to Locke and Kant, pp. 426–440 in Jewish studies in memory of Israel Abrahams, Press of the Jewish Institute of Religion (1927)

Eine vollständigere Publikationsliste findet sich bei Schwarz.